# Martina Topley-Bird
Martina Gillian Topley-Bird (Bristol, 7 de Maio de 1975) é uma cantora britânica que lançou alguns álbuns solo e já contribuiu com vários artistas como os Gorillaz, Tricky e Massive Attack.

## Discografia

### Álbuns
- Quixotic (2003, Independiente Records)
- The Blue God (2008, Independiente)
- Some Place Simple (2010, Independiente)

### Singles
- 2003 "Need One"
- 2003 "Anything"
- 2003 "I Still Feel"
- 2004 "Soul Food"
- 2008 "Carnies" #20 UK Indie Chart [9]
- 2008 "Poison" #9 UK Indie Chart[9]
- 2008 "Baby Blue"
- "Psyche Massive Attack"